# ジェラルド・ウィルソン
ジェラルド・ウィルソン（Gerald Wilson、1918年9月4日 - 2014年9月8日）は、アメリカ合衆国のジャズ・トランペット奏者。

## ディスコグラフィ

### リーダー・アルバム
- 『ユー・ベター・ビリーブ・イット!』 - You Better Believe It! (1961年、Pacific Jazz) ※旧邦題『ビッグ・バンドの彗星』
- 『モーメント・オブ・トゥルース』 - Moment of Truth (1962年、Pacific Jazz)
- 『ソー・ホワット (ポートレイツ)』 - Portraits (1964年、Pacific Jazz) ※旧邦題『ポートレイト』
- 『フィーリング・グッド』 - Feeling Good (1965年、Liberty) ※with ジュリー・ロンドン
- On Stage (1965年、Pacific Jazz)
- McCann/Wilson (1965年、Pacific Jazz) ※with レス・マッキャン
- Feelin' Kinda Blues (1966年、Pacific Jazz)
- The Golden Sword (1966年、Pacific Jazz)
- 『ライヴ・アンド・スインギング』 - Live and Swinging (1967年、Pacific Jazz)
- Everywhere (1968年、Pacific Jazz)
- 『カリフォルニア・ソウル』 - California Soul (1968年、Pacific Jazz)
- 『エターナル・エキノックス』 - Eternal Equinox (1969年、Pacific Jazz)
- Groovin' High In L.A. 1946 (1977年、Hep)
- Lomelin (1981年、Discovery)
- Jessica (1982年、Trend)
- Calafia (1984年、Trend)
- Jenna (1989年、Discovery)
- State Street Sweet (1994年、MAMA Foundation/Summit)
- Suite Memories (1996年、MAMA Foundation)
- Theme for Monterey (1997年、MAMA Foundation/Summit)
- New York, New Sound (2003年、Mack Avenue)
- In My Time (2005年、Mack Avenue)
- Monterey Moods (2007年、Mack Avenue)
- Detroit (2009年、Mack Avenue)
- Legacy (2011年、Mack Avenue)

### 参加アルバム
バディ・コレット
- Man of Many Parts (1956年、Contemporary)
- Buddy's Best (1958年、Dooto)
- Polynesia (1959年、Music & Sound)

デューク・エリントン
- Dance to the Duke! (1954年、Capitol)
- Anatomy of a Murder (1959年、Columbia)
- Swinging Suites by Edward E. and Edward G. (1960年、Columbia)
- 『エリントン・ピアノ・バックグラウンド』 - Piano in the Background (1962年、CBS)

ジミー・ウィザースプーン
- Singin' the Blues (1959年、World Pacific)
- 'Spoon (1961年、Reprise)
- 『ルーツ』 - Roots (1962年、Reprise)

その他
- カウント・ベイシー : The Count (1958年、RCA Camden)
- カウント・ベイシー : Shoutin' Blues 1949 (1993年、Bluebird)
- ケニー・バレル : 『オール・ブルース』 - 75th Birthday Bash Live! (2006年、Blue Note/EMI)
- レッド・カレンダー : The Lowest (1958年、MetroJazz)
- カーティス・カウンス : 『カールス・ブルース』 - Carl's Blues (1960年、Contemporary)
- カーティス・カウンス : Sonority (1989年、Contemporary)
- ニール・ヘフティ : 『ジャズ・ポップス』 - Jazz Pops (1962年、Reprise)
- カーメル・ジョーンズ : Business Meetin' (1962年、Pacific Jazz)
- トリッキー・ロフトン & カーメル・ジョーンズ : Brass Bag (1962年、Pacific Jazz)
- ジミー・ランスフォード : 『ランスフォード・スペシャル』 - Lunceford Special (1956年、Columbia)
- ジミー・ランスフォード : The Chronological Jimmie Lunceford & His Orchestra 1939-1940 (1991年、Classics)
- レス・マッキャン : 『レス・マッキャン・シングス』 - Les McCann Sings (1961年、Pacific Jazz)
- リトル・エスター : Better Beware (1990年、Charly)
- グーギー・リーン : Romesville! (1959年、Class)
- リロイ・ヴィネガー : 『リロイ・ウォークス!』 - Leroy Walks! (1958年、Contemporary)